# Aiguille d'Argentière
Aiguille d'Argentière (3901 m n. m.) je hora v Montblanském masivu v Grajských Alpách. Jejím vrcholem prochází státní hranice mezi Francií (region Rhône-Alpes) a Švýcarskem (kanton Valais). Na vrchol je možné vystoupit z chaty Rifugio d'Argentière přes ledovec Glacier du Milieu.
Jako první na vrchol vystoupili 15. července 1864 horolezci Edward Whymper, A. Reilly, Michel Croz, M. Payot a H. Charlet.